# Городенское сельское поселение (Тверская область)
Городе́нское се́льское поселе́ние — муниципальное образование в Конаковском районе Тверской области. Образовано в 2005 году, включило в себя территории Городенского и большей части Турыгинского сельских округов.

Административный центр — село Городня.

## Географические данные
- Общая площадь: 272,3 км².
- Нахождение: северо-восточная часть Конаковского района.
- Граничит:
  - на севере — с Калининским районом, Каблуковское СП (по Волге),
  - на востоке — с городскими поселениями Радченко и Редкино,
  - на юго-востоке — с Старомелковским СП,
  - на юге — с Козловским СП и городским поселением посёлок Козлово (по Иваньковскому водохранилищу),
  - на западе — с Калининским районом, Тургиновское СП, Щербининское СП и Эммаусское СП,
  - внутри — с городским поселением посёлок Изоплит.

Поселение пересекает автомагистраль Москва — Санкт-Петербург и Октябрьская железная дорога, главный ход Москва — Санкт-Петербург.

Через территорию поселения запроектировано прохождение скоростной автомагистрали Москва — Санкт-Петербург и ВСМ РЖД.
Южную часть поселения занимает заповедник «Завидово».

## Экономика
ФГУП «Опытно-производственное хозяйство „Редкинское“», птицефабрика «Красный Луч».

## Население
| 2010  | 2011  | 2012  | 2013  | 2014  | 2015  | 2016  |
| ----- | ----- | ----- | ----- | ----- | ----- | ----- |
| 2593  | ↘2578 | ↘2549 | ↘2493 | ↘2449 | ↗2478 | ↗2499 |
| 2017  | 2018  | 2019  | 2020  | 2021  |       |       |
| ↗2527 | ↗2554 | ↗2563 | ↘2479 | ↘2291 |       |       |

## Состав поселения
На территории поселения находятся следующие населённые пункты:
| №  | Тип нп | Название                    | Население (2008 год) |
| -- | ------ | --------------------------- | -------------------- |
| 1  | село   | Городня                     | 1589                 |
| 2  | дер.   | Алексино                    | 36                   |
| 3  | дер.   | Андреевское                 | 0                    |
| 4  | дер.   | Горки                       | 74                   |
| 5  | дер.   | Игуменка                    | 32                   |
| 6  | н.п.   | Пансионат Отдыха «Игуменка» | 160                  |
| 7  | дер.   | Козлово                     | 12                   |
| 8  | дер.   | Коромыслово                 | 33                   |
| 9  | дер.   | Кошелево                    | 398                  |
| 10 | дер.   | Лукино                      | 18                   |
| 11 | дер.   | Межево                      | 34                   |
| 12 | дер.   | Меженино                    | 30                   |
| 13 | дер.   | Новенькое                   | 7                    |
| 14 | дер.   | Отроковичи                  | 93                   |
| 15 | дер.   | Сентюрино                   | 4                    |
| 16 | дер.   | Турыгино                    | 68                   |
| 17 | дер.   | Артемово                    | 88                   |
| 18 | дер.   | Борцино                     | 104                  |
| 19 | дер.   | Дмитрово                    | 4                    |
| 20 | дер.   | Заполок                     | 302                  |
| 21 | дер.   | Стариково                   | 46                   |

### Бывшие населенные пункты
На территории поселения исчезли деревни: Новинки (Самодуровка), Логиновка (присоединена к д.Лукино), Мутня.

Деревня Быково присоединена к пгт Редкино.

При создании Иваньковского водохранилища (1936—1937 годы) затоплены (переселены) деревни на берегах реки Шоши: Логиново, Котово, Жуково, Борцино, Огурцово.

## История
В XIX — начале XX века территория поселения относилась к Городенской и Логиновской волостям Тверского уезда Тверской губернии. В 1929 году, после ликвидации губерний, территория поселения вошла в образованный в составе Московской области Завидовский район c центром в посёлке Ново-Завидовский. В 1935 году Завидовский район вошел в Калининскую область, а в 1960 году Завидовский район присоединен к Конаковскому району. В 1963—1965 годах территория поселения входила в Калининский район. С 1965 года — в составе Конаковского района.

## Известные люди
В деревне Межево родился Герой Советского Союза Павел Александрович Кайков.

 В деревне Стариково родился Герой Советского Союза Александр Васильевич Шаталкин.

## Достопримечательности
.

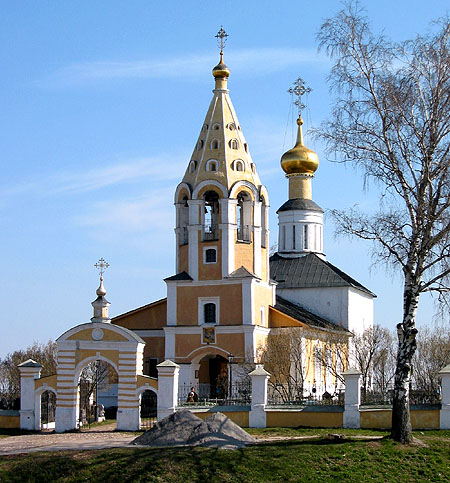
Церковь Рождества Богородицы, фото 2004 года

- Церковь Рождества Богородицы в Городне XIV века с позднейшими перестройками. Входит в ансамбль, XIV—XIX вв. наиболее древняя сохранившаяся постройка в Тверской области.
- Путевой дворец (Почтовая станция) в Городне, 1809—1810 годы: главный корпус XVIII века, два флигеля, ограда с воротами

Кроме этого, в список объектов историко-культурного наследия Тверской области входят:
- Село Городня
  - Братская могила советских воинов, погибших в боях с фашистами и умерших от ран в госпиталях, 1941−1945 гг.
  - Братская могила мирных жителей, расстрелянных в декабре 1941 года немецко-фашистскими оккупантами, 1941—1942 гг.
  - Дом М. А. Бобонова, в котором М. И. Калинин беседовал с тружениками колхоза «Рабочая Москва», 13.01.1942 г.
  - Дом Е. А. Петраковой, где останавливалась Н. К. Крупская, 20.08.1926 г.
- Село Дмитрово
  - Церковь Дмитрия Солунского, начало XX века.
- Деревня Козлово
  - Здание школы, в которой в 1934 году учился Герой Советского Союза А. В. Шаталкин
- Деревня Межево
  - Здание школы, в которой учился Герой Советского Союза П. А. Кайков, 1915—1918 гг.
- пл. «Московское море» Октябрьской ж/д, бывший Турыгинский с/о.
  - Братская могила железнодорожников, расстрелянных немецко-фашистскими захватчиками 17 ноября 1941 года.

Часть муниципального образования (село Дмитрово) находится на территории национального парка «Завидово».